# Dicranomyia strobli
Dicranomyia strobli là một loài ruồi trong họ Limoniidae. Chúng phân bố ở miền Cổ bắc.